# Liga Premier de Rusia 2008
La Liga Premier 2008 fue la 17.ª edición de la Liga Premier de Rusia. Se realizó del 14 de marzo al 22 de noviembre de 2008, con una pausa entre el 16 de mayo y el 5 de julio debido a la participación de la selección nacional en la Eurocopa 2008. El campeón fue el club Rubin Kazán, que consiguió su primer título de liga rusa.
Los dieciséis clubes en competencia disputaron dos ruedas con un total de 30 partidos disputados por club, al final de la temporada, los dos últimos clasificados son relegados y sustituidos por el campeón y subcampeón de la Primera División de Rusia, la segunda categoría de Rusia.

## Equipos
Los clubes Kubán Krasnodar y FC Rostov, descendidos la temporada anterior, son reemplazados para este campeonato por los dos clubes ascendidos, el Shinnik Yaroslavl, que vuelve tras haber descendido en 2006, y el Terek Grozny, que vuelve a la máxima categoría después de su única aparición en 2005.

Localización de clubes de la Liga Premier 2008.

| Club                  | Ciudad          | Estadio            | Capacidad |
| --------------------- | --------------- | ------------------ | --------- |
| Amkar Perm            | Perm            | Estadio Zvezda     | 17.000    |
| CSKA Moscú            | Moscú           | Olímpico Luzhnikí  | 84.745    |
| Dinamo Moscú          | Moscú           | Estadio Dinamo     | 36.540    |
| FK Jimki              | Moscú           | Arena Jimki        | 18.600    |
| Krylia Sovetov Samara | Samara          | Estadio Metallurg  | 33.220    |
| Lokomotiv Moscú       | Moscú           | Estadio Lokomotiv  | 28.800    |
| Luch Vladivostok      | Vladivostok     | Estadio Dinamo     | 10.200    |
| Rubin Kazán           | Kazán           | Central Kazán      | 30.133    |
| Saturn Rámenskoye     | Ramenskoye      | Estadio Saturn     | 16.726    |
| Shinnik Yaroslavl     | Yaroslavl       | Estadio Shinnik    | 26.000    |
| Spartak Moscú         | Moscú           | Olímpico Luzhnikí  | 84.745    |
| Spartak Nalchik       | Nálchik         | Estadio Spartak    | 14.400    |
| Terek Grozny          | Grozni          | Sultán Bilimkhanov | 10.200    |
| Tom Tomsk             | Tomsk           | Estadio Trud       | 15.000    |
| Torpedo-Metallurg     | Moscú           | Eduard Streltsov   | 13.422    |
| Zenit San Petersburgo | San Petersburgo | Estadio Petrovsky  | 21.745    |

## Tabla de posiciones
- Al final de la temporada, el campeón, subcampeón y tercer lugar clasifican a la Liga de Campeones de la UEFA 2009-10. Mientras que el cuarto, quinto y sexto clasificados en el campeonato clasifican a la Liga Europea de la UEFA 2009-10.

|  |     | Equipo                    | PJ | PG | PE | PP | GF | GC | DG  | PTS |
|  | --- | ------------------------- | -- | -- | -- | -- | -- | -- | --- | --- |
|  | 1.  | Rubin Kazán               | 30 | 18 | 6  | 6  | 44 | 26 | 18  | 60  |
|  | 2.  | CSKA Moscú (C)            | 30 | 16 | 8  | 6  | 53 | 24 | 29  | 56  |
|  | 3.  | Dinamo Moscú              | 30 | 15 | 9  | 6  | 41 | 29 | 12  | 54  |
|  | 4.  | Amkar Perm                | 30 | 14 | 9  | 7  | 31 | 22 | 9   | 51  |
|  | 5.  | Zenit San Petersburgo     | 30 | 12 | 12 | 6  | 59 | 37 | 22  | 48  |
|  | 6.  | Krylia Sovetov Samara     | 30 | 12 | 12 | 6  | 46 | 28 | 18  | 48  |
|  | 7.  | Lokomotiv Moscú           | 30 | 13 | 8  | 9  | 37 | 32 | 5   | 47  |
|  | 8.  | Spartak Moscú             | 30 | 11 | 11 | 8  | 43 | 39 | 4   | 44  |
|  | 9.  | FC Moscú                  | 30 | 9  | 11 | 10 | 34 | 36 | -2  | 38  |
|  | 10. | Terek Grozny (A)          | 30 | 9  | 8  | 13 | 28 | 42 | -14 | 35  |
|  | 11. | FC Saturn                 | 30 | 7  | 12 | 11 | 26 | 30 | -4  | 33  |
|  | 12. | Spartak Nalchik           | 30 | 8  | 8  | 14 | 30 | 39 | -9  | 32  |
|  | 13. | Tom Tomsk                 | 30 | 7  | 8  | 15 | 23 | 39 | -16 | 29  |
|  | 14. | FK Jimki                  | 30 | 6  | 9  | 15 | 34 | 54 | -20 | 27  |
|  | 15. | Shinnik Yaroslavl (A)     | 30 | 5  | 7  | 18 | 25 | 48 | -23 | 22  |
|  | 16. | Luch-Energiya Vladivostok | 30 | 3  | 12 | 15 | 24 | 53 | -29 | 21  |

- (C) Campeón de la Copa de Rusia.
- (A) Club ascendido la temporada anterior.

|  | Campeón y clasificado para la Liga de Campeones de la UEFA 2009-10 |
|  | Clasificado para la Liga de Campeones de la UEFA 2009-10           |
|  | Clasificado para la Liga Europea de la UEFA 2009-10                |
|  | Descendido a la Primera División 2009                              |

| Rusia                         |
| Campeón Rubin Kazán 1° título |

## Máximos goleadores
| Pos. | País                            | Jugador               | Goles (pen.) | Equipo                                       |
| ---- | ------------------------------- | --------------------- | ------------ | -------------------------------------------- |
| 1    | Bandera de Brasil               | Vágner Love           | 20 (1)       | CSKA Moscú                                   |
| 2    | Bandera de Bosnia y Herzegovina | Marko Topić           | 10           | FC Saturn                                    |
| 2    | Bandera de Nigeria              | Peter Odemwingie      | 10           | Lokomotiv                                    |
| 2    | Bandera de Portugal             | Danny                 | 10           | Dinamo Moscú (5) / Zenit San Petersburgo (5) |
| 2    | Bandera de Rusia                | Eldar Nizamutdínov    | 10           | FK Jimki                                     |
| 6    | Bandera de Rusia                | Diniyar Bilialetdínov | 9 (5)        | Lokomotiv                                    |
| 7    | Bandera de Rusia                | Alán Dzagóyev         | 8            | CSKA Moscú                                   |
| 7    | Bandera de Turquía              | Fatih Tekke           | 8            | Zenit San Petersburgo                        |
| 7    | Bandera de Rusia                | Antón Bobior          | 8 (1)        | Krylia Sovetov                               |
| 7    | Bandera de Argentina            | Héctor Bracamonte     | 8 (1)        | FC Moscú                                     |
| 7    | Bandera de Bulgaria             | Martin Kushev         | 8 (2)        | Amkar                                        |

## Premios
El 16 de diciembre de 2008, la Unión del Fútbol de Rusia dio la lista de los premios al mejor equipo:
Porteros
1. Ígor Akinféyev (CSKA)
2. Serguéi Rizhikov (Rubin)
3. Viacheslav Malaféyev (Zenit)

| \|width=25% valign=top\| Laterales derechos 1. Aleksandr Aniukov (Zenit) 2. Cristian Ansaldi (Rubin) 3. Vasili Berezutski (CSKA) | Centrales derechos 1. Denís Kolodin (Dinamo) 2. Rodolfo (Lokomotiv) 3. Dmitri Belorúkov (Amkar) | Centrales izquierdos 1. Serguéi Ignashévich (CSKA) 2. Leandro Fernández (Dinamo) 3. Alekséi Popov (Amkar/Rubin) | Laterales izquierdos 1. Radek Šírl (Zenit) 2. Alekséi Berezutski (CSKA) 3. Renat Yanbáyev (Lokomotiv) |

Mediocentros defensivos
1. Anatoli Timoshchuk (Zenit)
2. Serguéi Semak (Rubin)
3. Dmitri Jojlov (Dinamo)

|  | Extremos derechos 1. Miloš Krasić (CSKA) 2. Ígor Denísov (Zenit) 3. Kirill Kombárov (Dinamo) | Mediocentros 1. Danny (Dinamo/Zenit) 2. Ígor Semshov (Dinamo) 3. Alán Dzagóyev (CSKA) | Extremos izquierdos 1. Yuri Zhirkov (CSKA) 2. Konstantín Ziriánov (Zenit) 3. Diniyar Bilialetdínov (Lokomotiv) |

| \|width=50% valign=top\| Delanteros 1. Vágner Love (CSKA) 2. Pável Pogrebniak (Zenit) 3. Román Pavliuchenko (Spartak M.) | Delanteros 1. Andréi Arshavin (Zenit) 2. Marko Topić (Saturn) 3. Gökdeniz Karadeniz (Rubin) |